# 1921-es magyar atlétikai bajnokság
Az 1921-es magyar atlétikai bajnokság a 26. magyar bajnokság volt.

## Eredmények

### Férfiak
| Versenyszám      | Arany                          | Arany   | Ezüst                         | Ezüst     | Bronz                               | Bronz   |
| ---------------- | ------------------------------ | ------- | ----------------------------- | --------- | ----------------------------------- | ------- |
| 100 m            | Gerő Ferenc KAOE               | 11,1    | Hanthó Lajos Magyar AC        | 11,2      | Lukács Ernő BEAC                    | 11,2    |
| 200 m            | Kurunczy Lajos MTK             | 22,8    | Gerő Ferenc KAOE              | 22,9      | Somfay Elemér Magyar AC             | 23,0    |
| 400 m            | Fixl Lajos Magyar AC           | 52,1    | Juhász György MTK             | 52,3      | Kurunczy Lajos MTK                  | 54,0    |
| 800 m            | Benedek János Magyar AC        | 2:00,6  | Vogel Antal KAOE              | 2:01,7    | Fonyó Márton MTE                    | 2:01,8  |
| 1500 m           | Némethy Jenő Ferencvárosi TC   | 4:09,2  | Benedek János MTE             | 4:17,0    | Grósz István MTK                    | 4:18,0  |
| 5000 m           | Váradi Mihály MTK              | 15:58,8 | Bese József MTE               | 16:07,0   | Csitbay József MTE                  | 16:14,1 |
| 15 km            | Váradi Mihály MTK              | 53:54,2 | Király Pál ESC                | 52:56,3   | Steiner Pál MTE                     | 55:02,8 |
| mezei futás      | Bese József MTE                | 38:29,2 | Kultsár István MAFC           |           | Király Pál ESC                      |         |
| 3000 m gyaloglás | Szablár Péter Ferencvárosi TC  | 14:41,6 | Hóra Ferenc Ferencvárosi TC   | 14:42,2   | Lichter Sándor MTK                  |         |
| 10 km gyaloglás  | Szablár Péter Ferencvárosi TC  | 51:48,2 | Lichter Sándor MTK            | 54:10,0   | Konarik József MGSK                 | 55:43,0 |
| 30 km gyaloglás  | Szablár Péter Ferencvárosi TC  | 2:53:46 | Konarik József MGSK           | 3:06:53,2 |                                     |         |
| 110 m gát        | Solymár Károly Ferencvárosi TC | 16,0    | Püspöky Gyula Magyar AC       | 16,5      | Berács László Magyar AC             | 17,0    |
| 200 m gát        | Helfer Béla KAOE               | 26,9    | Berács László Magyar AC       | 27,2      | Steiner Andor MTK                   | 29,7    |
| 400 m gát        | Berács László Magyar AC        | 57,2    | Helfer Béla KAOE              | 57,4      | Juhász György MTK                   | 57,5    |
| magasugrás       | Magyar József MTK              | 184 cm  | Gáspár Jenő BBTE              | 181 cm    | Petrasovszky Leó MAC                | 178 cm  |
| távolugrás       | Gáspár Dezső BBTE              | 689 cm  | Haluska József BEAC           | 668 cm    | Bakó Kálmán Magyar AC               | 647 cm  |
| hármasugrás      | Gáspár Dezső BBTE              | 13,90 m | Kovách Pál Magyar AC          | 12,83 m   | Pogány Zoltán BBTE                  | 12,63 m |
| rúdugrás         | Hadházy Dezső DMSE             | 335 cm  | Farkas Endre Ferencvárosi TC  | 335 cm    | Brausz Mihály Ferencvárosi TC       | 325 cm  |
| súlylökés        | Bedő Pál BEAC                  | 12,57 m | Vállay Károly Magyar AC       | 12,40 m   | Csejthey Lajos BEAC                 | 12,36 m |
| diszkoszvetés    | Kobulszky Károly Magyar AC     | 39,48 m | Molnár Béla EMSE              | 38,78 m   | Csejthey Lajos BEAC                 | 37,33 m |
| gerelyhajítás    | Csejthey Lajos BEAC            | 48,50 m | Gyurkó László Ferencvárosi TC | 46,70 m   | Nizsalovszky Ferenc Ferencvárosi TC | 45,75 m |

### Csapatversenyek
| Versenyszám        | Arany                                                                      | Arany   | Ezüst     | Ezüst   | Bronz       | Bronz  |
| ------------------ | -------------------------------------------------------------------------- | ------- | --------- | ------- | ----------- | ------ |
| 4 × 100 m          | Kereskedelmi AOE Helfer Béla Vogel Antal Vida Béla Gerő Ferenc             | 46,3    | Magyar AC | 46,05   |             |        |
| 4 × 400 m          | Magyar AC Fedák Béla Gál Ferenc Benedek János Fixl Lajos                   | 3:29,4  | MTK       | 3:31,5  | Magyar AC B | 3:36,4 |
| 4 x 1500 m         | Magyar AC Lovas Antal Bozsik István Medvegy Árpád Benedek János            | 17:54,1 | BEAC      | 18:54,5 |             |        |
| 5000 m csapat      | Munkás TE Steiner Pál Bese József Csitbay József Garai Sándor Fonyó Márton | 37      | BEAC      | 32      |             |        |
| mezei futás csapat | Munkás TE Bese József Garai Sándor Csitbay József Steiner Pál Kaiser János | 41      | MTK       | 43      | Magyar AC   | 53     |